# Шабан Шаулић (албум из 2003)
Шабан Шаулић је двадесет седми албум српског певача Шабана Шаулића. Објављен је 2003. године на компакт диск формату у Србији и Црној Гори и на аудио касети у Бугарској, 2004. године. На албуму се налази осам песама.

## Песме
| Бр. | Назив песме                | Трајање |
| --- | -------------------------- | ------- |
| 1.  | Слажи да волиш ме          | 03:56   |
| 2.  | Шадрвани                   | 03:58   |
| 3.  | Има правде има бога        | 03:06   |
| 4.  | Чекање ме разболело        | 03:46   |
| 5.  | Са мном спаваш, њега сањаш | 03:12   |
| 6.  | Жена без грехова           | 02:45   |
| 7.  | Небески судија             | 03:41   |
| 8.  | Циганка песму певала       | 03:20   |